# Renate Bertlmann
Renate Bertlmann (Viena, 28 de febrer de 1943) és una artista visual austríaca que viu i treballa a Viena. Una gran part de les seves creacions es dediquen a la imatge de la dona, el cos i el lloc de la dona.

## Biografia
Des de 1963 fins a 1964 es va formar a la School of Arts d'Oxford, després de 1964 i fins al 1970 va estudiar pintura, conservació i tecnologia a l'Acadèmia de Belles Arts de Viena, on fou professora entre els anys 1970 i 1982, mentre treballava en les seves creacions. En la seva producció artística utilitza diferents suports com dibuixos, objectes, instal·lacions, fotografies, pel·lícules i vídeos, representacions, escriptures, etc. El 1969 es va casar amb el físic Reinhold Bertlmann.
En llegir l'assaig de Linda Nochlin, Why Have There Been No Great Women Artists? (Per què no hi ha hagut grans dones artistes?) aparegut el 1971, s'incorpora a grups feministes com AUF-Aktion Unabhängiger Frauen [Grup d'Acció Independent de Dones], IntAkt [Grup d'Acció Internacional de la Dona] i Women Against Pornography [Dones Contra la pornografia] a Nova York. També va escriure fulletons i va fundar el col·lectiu d'artistes femenines Marebagroup (1974) amb l'artista australiana Barbara Strathdee i l'artista trieste Emanuela Marassi, així com el BC-Collective (1976) amb l'austríaca Linda Christanell, dedicant gran part del seu treball a la imatge de la dona. El 1977 va ser convidada a un festival d'actuació a Bolonya, on presenta, per primera vegada, Deflorazione en 14 Stazioni ("Defloració en 14 etapes"). El 1978 presenta a la Modern Art Gallery de Viena un espectacle titulat Die Schwangere Braut im Rollstuhl ("La núvia embarassada en cadira de rodes"), en el qual va abordar els temes de la maternitat i el paper de la dona artista, i on apareix com un ésser sense rostre, amb xumets al cabell. Amb motiu de la inauguració d'una exposició sobre plata al Städtische Kunsthalle de Düsseldorf el 1978, presenta una altra actuació, en la mateixa línia, titulada Die Schwangere Braut mit Dem Klingelbeutel ("Núvia, embarassada, amb bossa de recollida d'almoines"). El 1979 va presentar Let's Dance Together a la Modern Art Gallery de Viena i Amsterdam. En 1980 va actuar a l'espai de representació de Nova York i a les exposicions d'art de Franklin Furnace Archive, on va interpretar Sling Shot Action, dedicada al tema del desig sexual. També és autora de llibres i fullets.
El 2018 se li dedica una exposició a París. El tema d'aquest esdeveniment és, enguany, la fotografia eròtica. L'exposició presenta, amb humor, dos globus que semblen acariciar i la vida sexual d'un parell de ninots inflables. El 2019 es convidada a representar Àustria a la 58a Biennal de Venècia el 2019.

## Reconeixements
- 1978: Premi Theodor Körner
- 2007: Premi de Belles Arts de la Ciutat de Viena[5]
- 2017: Gran Premi de l'estat austríac[6]